# En enda man (roman)
En enda man (originaltitel: A Single Man) är en roman från 1964 av den engelske författaren Christopher Isherwood. Romanen skildrar en dag i den engelske, medelålders universitetsläraren Georges liv i Los Angeles. Den publicerades i svensk översättning av Håkan Bravinger 2005. 2009 blev romanen filmatiserad, med samma titel, i regi av Tom Ford.

## Handling
George, ursprungligen från England men verksam som universitetslärare i Los Angeles, har precis lämnats ensam efter att ha förlorat sin partner Jim i en bilolycka. Romanen följer George under en dag, från det att han vaknar till att han somnar, och skildrar hans liv i en förort till Los Angeles, hans relationer till grannen och vännen Charlotte och till den yngre studenten Kenny, samt hans känslor av förlust och utanförskap.

## Bakgrund
Romanen anses ofta vara Isherwoods främsta verk. Isherwood själv menade att romanen var den enda av hans böcker i vilken han gjorde precis det han ville göra och att han aldrig förlorade kontrollen. På frågan om romanen är självbiografisk svarade Isherwood ja: "Yes, it's a very autobiographical novel, in a way; it's true. But I must say that if I lived the life of the principal character I would be a very unhappy person, which I'm not."

## Bearbetningar i andra medier
Romanen filmatiserades 2009 i regi av Tom Ford, med Colin Firth som George, Julianne Moore som Charlotte och Nicholas Hoult som Kenny. Filmen nominerades till tre Golden Globes för bästa manliga skådespelare i ett drama, bästa kvinnliga skådespelare i en biroll och för bästa filmmusik, samt till en Oscar för bästa manliga huvudroll.